# Thrypticus truncatus
Thrypticus truncatus är en tvåvingeart som beskrevs av Daniel J. Bickel och Hernandez 2004. Thrypticus truncatus ingår i släktet Thrypticus och familjen styltflugor. Inga underarter finns listade i Catalogue of Life.